# Clibanarius (geslacht)
Clibanarius is een geslacht van heremietkreeften en omvat ruim vijftig soorten, waaronder:
- Clibanarius antillensis Stimpson, 1862
- Clibanarius cubensis (de Saussure, 1858)
- Clibanarius erythropus (Latreille, 1818)
- Clibanarius tricolor (Gibbes, 1850)
- Clibanarius vittatus (Bosc, 1802)
- Clibanarius zebra (Dana, 1851)